# Ceraleurodicus varus
Ceraleurodicus varus là một loài côn trùng cánh nửa trong họ Aleyrodidae, phân họ Aleurodicinae.
Ceraleurodicus varus được Bondar miêu tả khoa học đầu tiên năm 1928.